# Дельпи, Жюли
Жюли́ Дельпи́ (фр. Julie Delpy; род. 21 декабря 1969, Париж) — франко-американская актриса и режиссёр.

## Биография
Жюли Дельпи родилась в Париже в семье актёров Мари Пийе и Альбера Дельпи. Училась режиссуре в Нью-Йорке. Дебютировала на сцене в возрасте пяти лет. Первую небольшую кинороль Дельпи сыграла в фильме Жана-Люка Годара 1985 года «Детектив». Первую главную роль получила в фильме Бертрана Тавернье «Страсти по Беатрис». Международного признания Дельпи добилась в 1990 году благодаря роли в нашумевшем фильме Агнешки Холланд «Европа, Европа» (1990). На волне этого успеха начался взлёт актёрской карьеры Дельпи, и в последующие годы она снялась в фильмах таких известных режиссёров, как Фолькер Шлёндорф («Путешественник», 1991) и Кшиштоф Кесьлёвский («Три цвета: Белый», 1994).
Двойной успех на Берлинале Жюли Дельпи и её партнёру по фильму «Перед рассветом» (1995) и его продолжению «Перед закатом» (2004) американскому актёру Итану Хоуку обеспечил режиссёр Ричард Линклейтер. Дельпи сама дебютировала в качестве режиссёра в фильме 2007 года «2 дня в Париже».
В 2003 году вышел дебютный музыкальный диск Жюли Дельпи под названием Julie Delpy с песнями её собственного сочинения на английском и французском языке, три из которых вошли в фильм «Перед закатом».
Сняла по собственному сценарию фильм о кровавой графине Эржебет Батори «Графиня». В 2011 году вышел ещё один фильм Дельпи «Каникулы на море».

### Личная жизнь
Жюли Дельпи с 2007 года встречается с немецким кинокомпозитором Марком Страйтенфельдом. В январе 2009 года у них родился сын Лео Страйтенфельд.

## Избранная фильмография
| Год  |    | Русское название                | Оригинальное название             | Роль                                                    |
| ---- | -- | ------------------------------- | --------------------------------- | ------------------------------------------------------- |
| 1985 | ф  | Детектив                        | Détective                         | умная девушка                                           |
| 1986 | ф  | Дурная кровь                    | Mauvais Sang                      | Лиз                                                     |
| 1987 | ф  | Король Лир                      | King Lear                         | Вирджиния (нет в титрах)                                |
| 1990 | ф  | Европа, Европа                  | Europa Europa                     | Лени                                                    |
| 1991 | ф  | Путешественник                  | Homo Faber                        | Сабет                                                   |
| 1993 | ф  | Три мушкетёра                   | The Three Musketeers              | Констанция                                              |
| 1993 | ф  | Янгер и Янгер                   | Younger and Younger               | Мелоди                                                  |
| 1994 | ф  | Три цвета: Белый                | Trois Couleurs: Blank             | Доминик                                                 |
| 1994 | ф  | Убить Зои                       | Killing Zoe                       | Зои                                                     |
| 1995 | ф  | Перед рассветом                 | Before Sunrise                    | Селин                                                   |
| 1997 | ф  | Тысяча чудес Вселенной          | Les Mille merveilles de l'univers | Ива Пурпур                                              |
| 1997 | ф  | Американский оборотень в Париже | An American Werewolf in Paris     | Серафин Пижо                                            |
| 1998 | ф  | Лос-Анджелес без карты          | L.A. Without a Map                | Джули                                                   |
| 1998 | тф | Преступление и наказание        | Crime and Punishment              | Соня Мармеладова                                        |
| 1999 | ф  | Неисправимые                    | But I’m a Cheerleader             | лесбиянка                                               |
| 2001 | ф  | Пробуждение жизни               | Waking Life                       | Селин                                                   |
| 2001 | с  | Скорая помощь                   | ER                                | Николь                                                  |
| 2002 | ф  | Вилла роз                       | Villa des Roses                   | Луиза                                                   |
| 2004 | ф  | Перед закатом                   | Before Sunset                     | Селин                                                   |
| 2005 | ф  | Сломанные цветы                 | Broken Flowers                    | Шерри                                                   |
| 2006 | ф  | Мистификация                    | The Hoax                          | Нина ван Палландт                                       |
| 2007 | ф  | Воздух, которым я дышу          | The Air I Breathe                 | Джина                                                   |
| 2007 | ф  | 2 дня в Париже                  | 2 Days in Paris                   | режиссёр, автор сценария, композитор; роль Мэрион       |
| 2009 | ф  | Графиня                         | The Countess                      | режиссёр, автор сценария, главная роль — Эржебет Батори |
| 2011 | ф  | Каникулы на море                | Le Skylab                         | режиссёр, автор сценария, главная роль                  |
| 2012 | ф  | 2 дня в Нью-Йорке               | 2 Days in New York                | режиссёр, автор сценария, главная роль                  |
| 2013 | ф  | Перед полуночью                 | Before Midnight                   | Селин                                                   |
| 2015 | ф  | Мстители: Эра Альтрона          | Avengers: Age of Ultron           | мадам Б                                                 |
| 2015 | ф  | Маменькин сынок                 | Lolo                              | Виолетта                                                |
| 2019 | ф  | Моя Зои                         | My Zoe                            | Изабель Перро-Льюис                                     |
| 2021 | с  | Женщины за 40                   | On the Verge                      | Жюстина                                                 |
| 2023 | ф  | Урок                            | The Lesson                        | Элен Синклер                                            |
|      | ф  | Система развлечений не работает | The Entertainment System is Down  |                                                         |